# Montesquieu-Avantès
Montesquieu-Avantès (Okzitanisch: Montesquiu Avantés) ist eine französische Gemeinde mit 261 Einwohnern (Stand: 1. Januar 2022) im Département Ariège in der Region Okzitanien; sie gehört zum Arrondissement Saint-Girons, zum Gemeindeverband Couserans-Pyrénées und zum Kanton Portes du Couserans. Die Einwohner werden Montesquivais/Montesquivaises genannt.

## Geografie
Montesquieu-Avantès liegt rund 68 Kilometer südwestlich der Stadt Toulouse im Westen des Départements Ariège. Die Gemeinde besteht aus dem Dorf Montesquieu-Avantès, den Weilern Bouinéous und Bourch, zahlreichen Streusiedlungen sowie Einzelgehöften. Der Fluss Volp durchquert das Gemeindegebiet in westlicher Richtung. Montesquieu-Avantès liegt innerhalb des Regionalen Naturparks Pyrénées Ariégeoises. Weite Teile der Gemeinde sind bewaldet. Das Dorf Montesquieu-Avantès liegt an der D215b. Die D117 von Foix nach Tarbes verläuft wenige Kilometer südlich der Gemeinde.
Umgeben wird Montesquieu-Avantès von den Nachbargemeinden Mauvezin-de-Sainte-Croix im Norden, Camarade im Nordosten, Lescure im Osten und Südosten, Montjoie-en-Couserans im Süden und Westen sowie Contrazy im Nordwesten.

## Geschichte
Der Ort ist seit der Steinzeit bewohnt. In Höhlen wurden Malereien und Gegenstände aus der Steinzeit entdeckt. Eine Bastide entstand auf Anweisung des Grafen von Comminges. In den Religionskriegen wurde die Gemeinde 1572 von Hugenotten verwüstet. Nur zwischen 20 und 30 Einwohner überlebten den Angriff. Im Mittelalter lag der Ort innerhalb der Provinz Couserans, die wiederum ein Teil der Provinz Gascogne war. Am 20. Juli 1912 entdeckten Graf Henri-Napoléon Begouën und seine drei Söhne die Höhle Grotte du Tuc d’Audoubert mit ihren Bisonfiguren. Und am 20. Juli 1914 fanden die gleichen Personen die Höhle Grotte d’Enlène mit Wandmalereien. Die Gemeinde gehörte von 1793 bis 1801 zum District Saint-Girons. Zudem lag Montesquieu-Avantès von 1793 bis 1801 im Kanton Rimont und danach von 1801 bis 2015 innerhalb des Kantons Saint-Lizier. Die Gemeinde ist seit 1801 dem Arrondissement Saint-Girons zugeteilt.

## Bevölkerungsentwicklung
| Jahr                       | 1962 | 1968 | 1975 | 1982 | 1990 | 1999 | 2006 | 2019 |
| Einwohner                  | 375  | 323  | 265  | 280  | 270  | 240  | 226  | 250  |
| Quellen: Cassini und INSEE |      |      |      |      |      |      |      |      |

## Sehenswürdigkeiten
- Die Volp-Höhlen aus der Steinzeit, entdeckt von den drei Söhnen des Grafen Henri-Napoléon Begouën, sind aber für die Allgemeinheit nicht zugänglich.
- Kirche Saint-Étienne aus dem 17. und 18. Jahrhundert
- Kapelle von Bergerat
- Wegkreuz Croix de Péré an der D18e

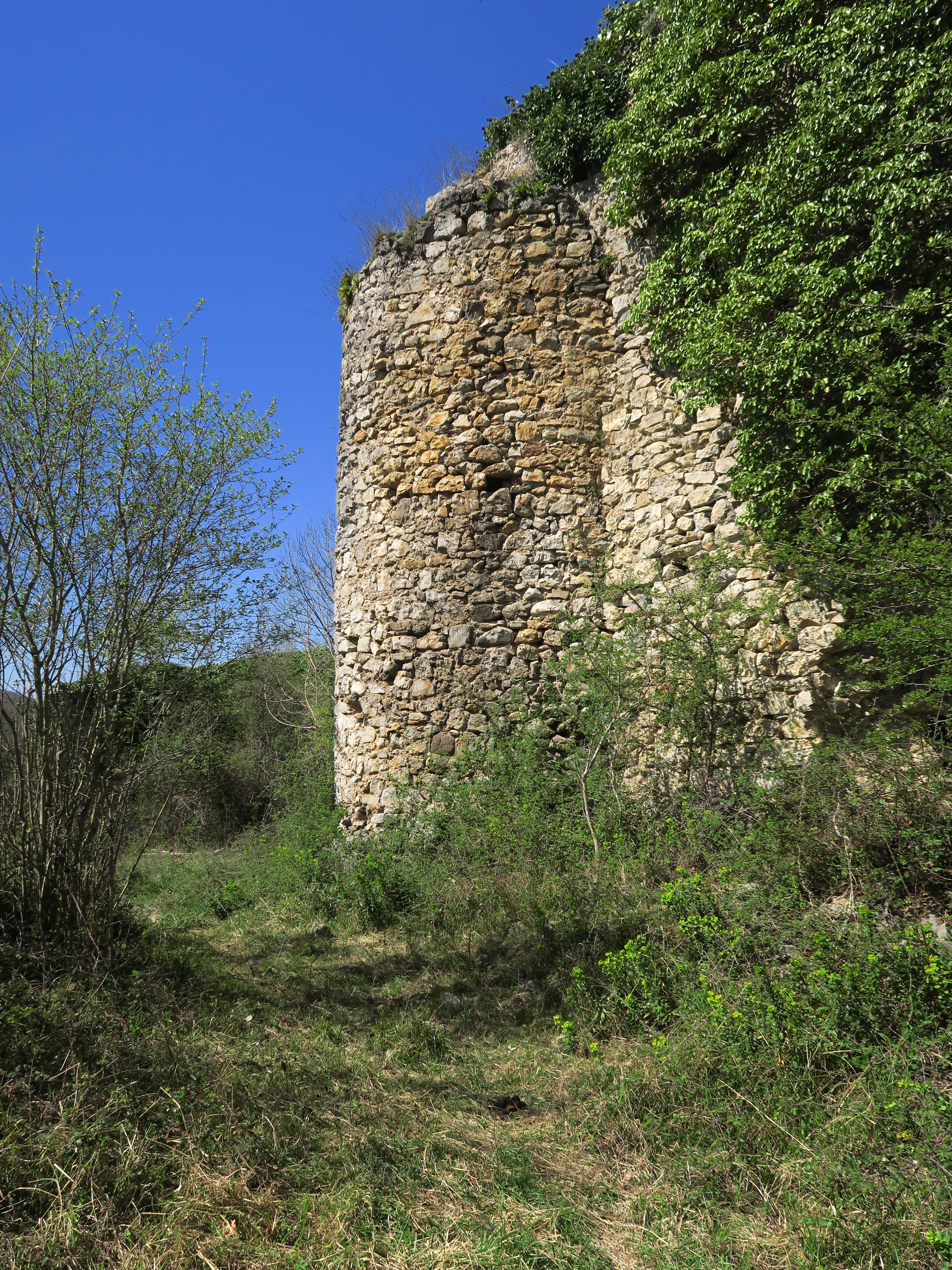
Burgruine

- Ruine der Burg Montesquieu
- Schloss Château Carrère
- Schloss Château Miramont
- Lavoir (Waschhaus)
- Denkmal für die Gefallenen[1]
- zahlreiche Wegkreuze